# Go-go bar

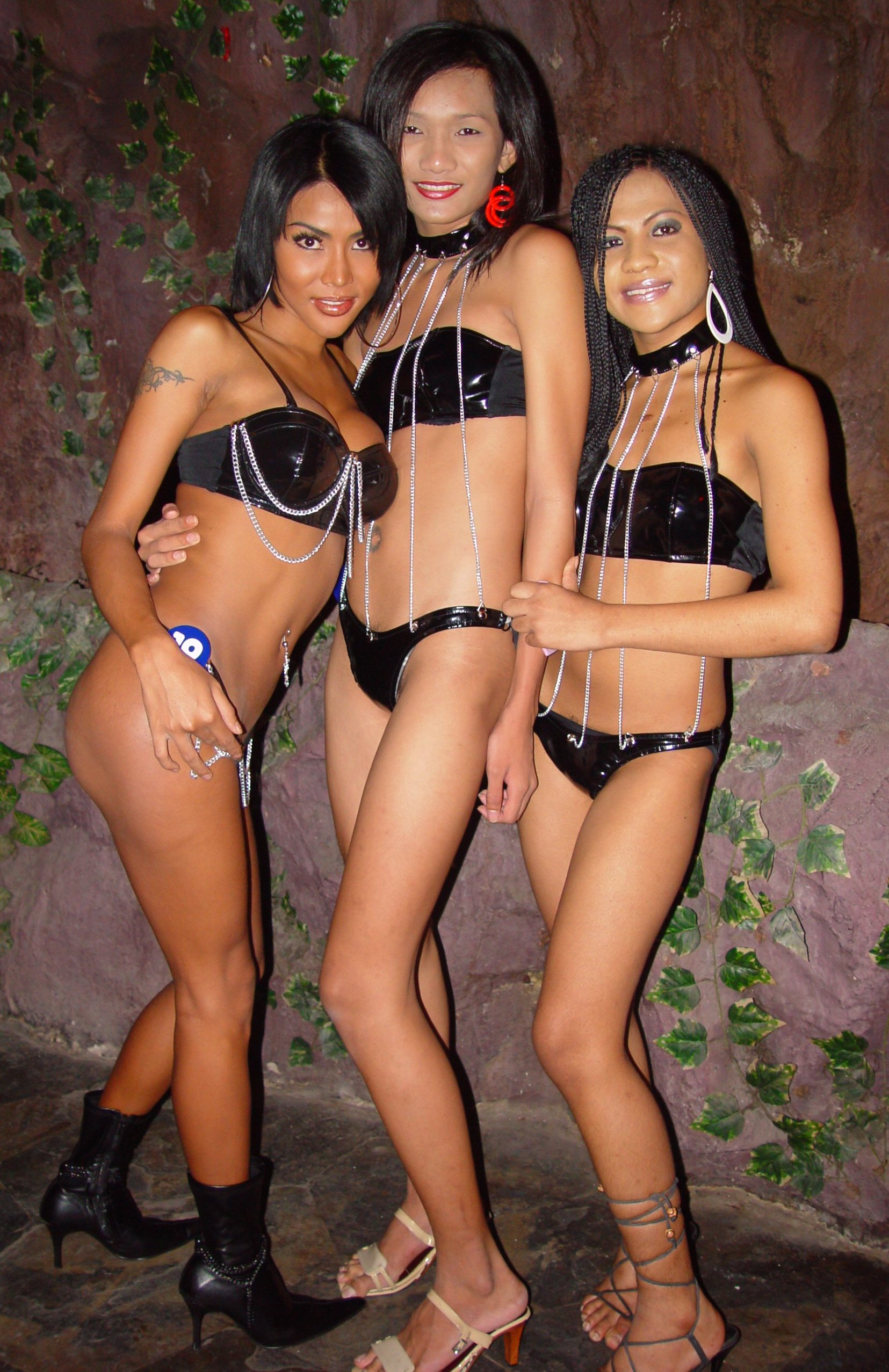
Katoï travaillant dans un go-go bar dans le quartier des divertissements Nana Plaza de Bangkok.

Le terme go-go bar désigne à l'origine une discothèque, un bar ou un établissement similaire qui met en avant des go-go danseurs ou danseuses ; s'il existe encore des go-go bars dans ce sens originel, le lien entre ses usages actuels et ce sens originel est souvent plus ténu et régional. D'une manière générale, le terme a été utilisé pour désigner des lieux qui couvrent un large éventail d'entreprises, des boîtes de nuit ou des discothèques, où les danseurs sont essentiellement là pour créer l'ambiance, à ceux qui sont par essence des théâtres burlesques ou des clubs de strip-tease, où les danseurs font partie d'un spectacle.

## Asie du Sud-Est
En Asie du Sud-Est, et en particulier en Thaïlande, et dans certaines parties des Philippines, les go-go bars peuvent inclure une grande variété de bars intérieurs avec des danseurs et/ou des hôtesses; ceux-ci n'offrent généralement pas de striptease. Ce sont le plus souvent des lieux de prostitution, et les danseurs et danseuses sont généralement disponibles pour être payés par les clients. Ceux-ci se trouvent souvent, mais pas exclusivement, dans les quartiers chauds accueillant des étrangers.

## Étymologie
L'origine du terme go-go dancing remonte à un film britannique de 1949 Whiskey Galore!. Ce film raconte l'histoire du naufrage d'un navire chargé de whisky. Le titre français de ce film était Whisky à gogo !. Pendant la période de projection de ce film en France, les discothèques venaient d'être présentées comme une nouvelle forme de divertissement. En raison du succès du film et de l'attrait snob de boire du whisky en France, un certain nombre de discothèques ont reçu le nom de "Whisky à Go-Go".
La première boîte de nuit Whisky à Gogo a ouvert à Paris en 1947, tirant la partie «Whisky» de son nom des étiquettes de whisky qui bordaient ses murs. En 1953, elle est devenue la première discothèque portant ce nom. Le club a été franchisé, d'abord à Chicago en 1958, puis à Los Angeles en 1964. En mai 1964, le club de Los Angeles a été présenté dans le magazine Life, et, en 1965, des clubs appelés Whisky à Go-Go (ou Whiskey à Go-Go) sont apparus à Milwaukee, Washington, San Francisco et Atlanta. Dans le club de Los Angeles, un nouveau style de danse avait lieu, où des go-go danseuses en jupes courtes à franges et bottes hautes dansaient dans une cabine de verre au-dessus des clients. Le premier événement enregistré de go-go topless a eu lieu dans la discothèque Condor à San Francisco en 1964, et le go-go dance topless est rapidement devenu une partie de l'industrie du divertissement pour adultes.
Les discothèques américaines, portant souvent le même nom («Whiskey A Go-Go») que leur prédécesseur français, ont introduit les jeunes femmes dansant seules dans ces nouveaux styles comme une forme de divertissement, créant le concept de «go-go dancer».